# Lego Creator (gra komputerowa)
Lego Creator – komputerowa gra symulacyjna z otwartym światem, w której gracz tworzy świat z klocków Lego. Gra została wyprodukowana przez studio Superscape i wydana przez Lego Media w 1998 roku.